# Francisco Braga
Antônio Francisco Braga (* 15. April 1868 in Rio de Janeiro; † 14. März 1945 ebenda) war ein brasilianischer Komponist.

## Leben
Braga studierte Klavier bei Luiz António de Moura und Harmonielehre bei Carlos de Mesquita. 1886 gründete er die Sociedade de Concertos Populares. Als 1889 die Republik Brasilien ausgerufen wurde, wurde seine Komposition Hino à bandeira zur Nationalhymne erklärt. Ab 1890 studierte er am Conservatoire in Paris bei Jules Massenet. Danach hielt er sich in Deutschland und Italien auf und kehrte 1900 nach Brasilien zurück. Dort unterrichtete er am Instituto Nacional de Música und war 1908 bis 1933 Leiter des Orchesters der Sociedade de Concertos Sinfonicos.
Braga komponierte drei Opern, Orchesterstücke, kammermusikalische Werke, Klavierstücke und Lieder.

## Werke
- Marabá
- Brasilianische Variationen
- Hymne an das Vaterland
- Das weite Land
- Nächtliche Angst
- Jupira, Oper, 1900
- O Contractador de Diamantes. Oper, 1901
- Anita Garibaldi, Oper, 1901
- Visitição, Oper, 1903